# 林长制
林长制，是中华人民共和国自2021年起在森林管理保护中全面推行的制度，是落实地方党政领导森林管理保护主体责任的制度创新。其思路来自于河长制。

## 沿革
2017年，安徽、江西率先探索林长制改革，建立以党政领导负责制为核心的保护发展森林资源责任体系。中共安徽省委、安徽省人民政府颁发《关于建立林长制的意见》（皖发【2017】32号）开始在全省推广。随后试点不断进行，并在其他的23个省区市开展林长制改革试点。其中，安徽、江西、山东、重庆等七省市在全域推行试点，16个省份在部分地县开展试点。2019年12月，国家林业和草原局局长张建龙表示，将着力构建最严格的森林资源保护发展制度体系，尽快出台“林长制”制度方案。2020年10月，在北京召开的中共十九届五中全会上，中共中央总书记习近平在做关于《中共中央关于制定国民经济和社会发展第十四个五年规划和二〇三五年远景目标的建议》说明时，明确提出要“推行林长制”。
2021年1月12日，中共中央办公厅、国务院办公厅印发了《关于全面推行林长制的意见》，并发出通知，要求各地区各部门结合实际认真贯彻落实，并提出确保到2022年6月全面建立林长制。国家林业和草原局党组书记、局长关志鸥表示，国家林草局将设立林长制工作办公室，印发贯彻落实《关于全面推行林长制的意见》的实施方案，指导各地消化细则。

## 相关
- 河长制
- 湖长制
- 中华人民共和国国民经济和社会发展第十四个五年规划纲要（十四五规划）